# Insula Lazaretului

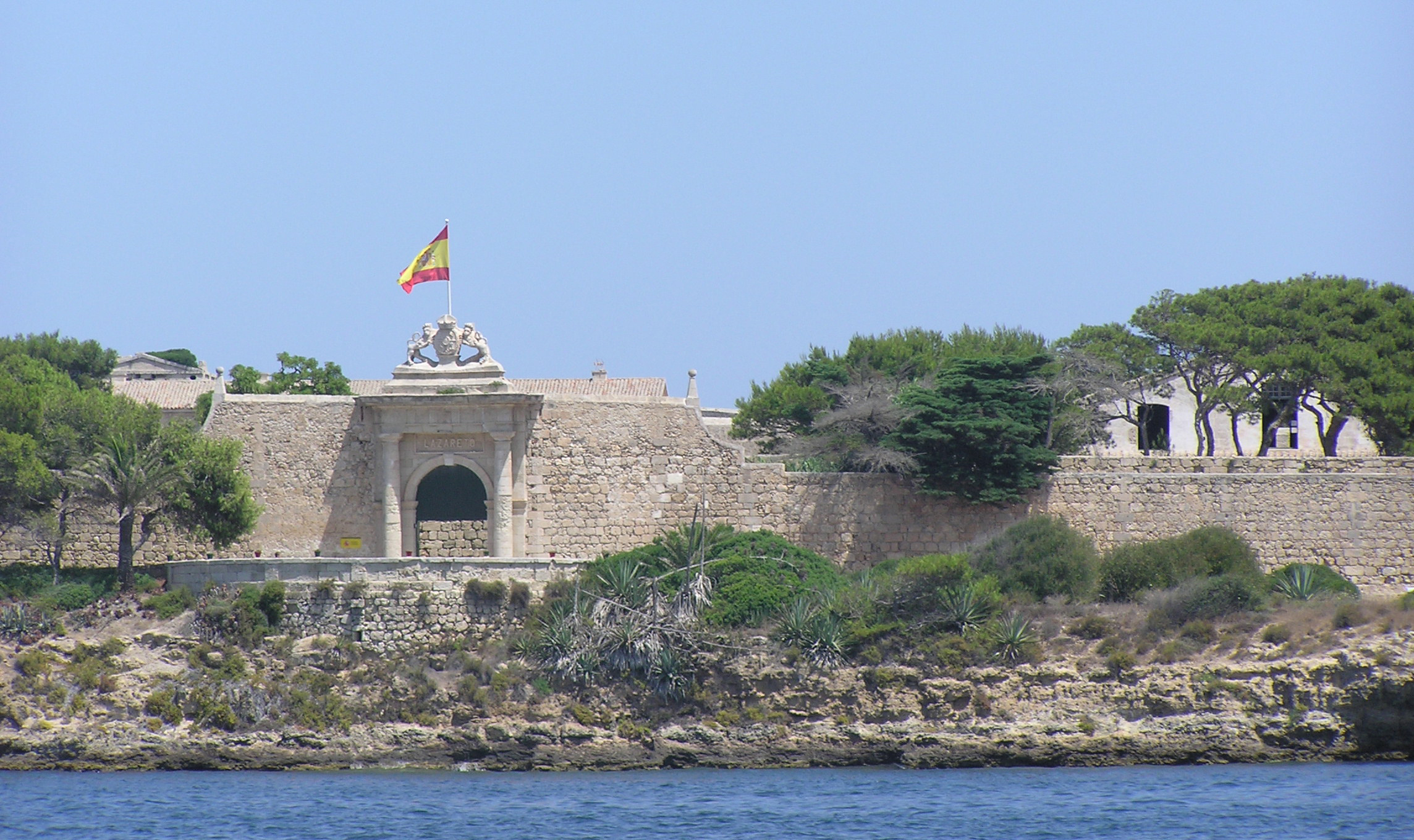
Intrarea principala in Insula Lazaretului, vechi spital militar.

Insula Lazaretului este situată în interiorul portului Mahon, Menorca. În 1793, din ordinul Contelui de Floridablanca, ministru al regelui Carol al III-lea al Spaniei, aici a fost construit un spital lazareto (spital de boli infecțioase cum ar fi lepra).

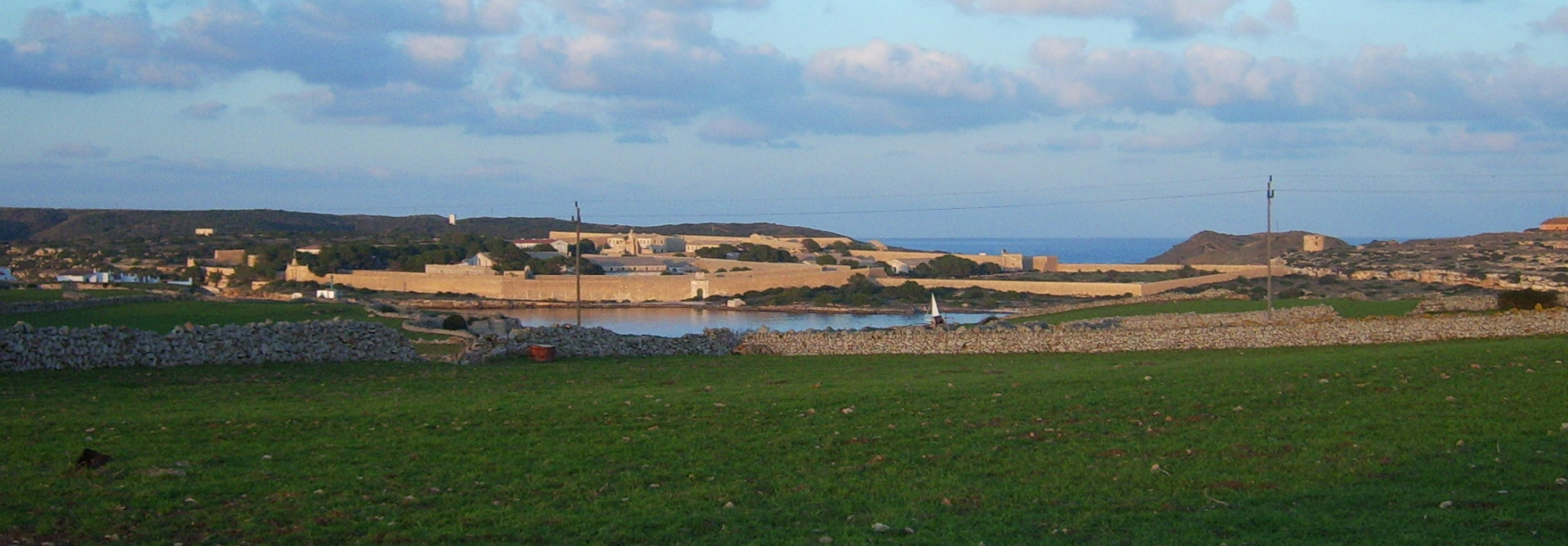
Vedere spre spital

### Istorie
Spitalul a fost inaugurat în 1817 și un secol mai târziu a fost desființat, pentru ca, după mulți ani să fie transformat și renovat. În prezent este folosit de Ministerului de probleme de sănătate și consum.
Spitalul a fost ridicat în etape și la construcția sa a fost folosit material demolat din Castelul San Felipe.